# Зидентопф (лунный кратер)
Кратер Зидентопф (лат. Siedentopf) — большой древний ударный кратер в северном полушарии обратной стороны Луны. Название присвоено в честь немецкого физика Генриха Фридриха Зидентопфа (1906—1963) и утверждено Международным астрономическим союзом в 1970 г. Образование кратера относится к нектарскому периоду.

## Описание кратера

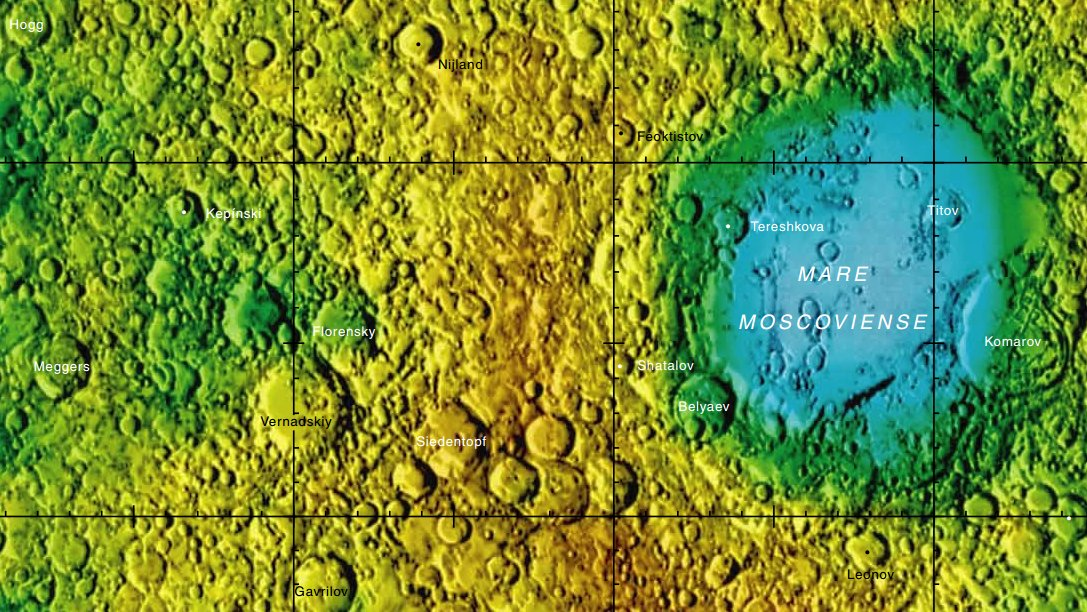
Окрестности кратера Зидентопф. Фрагмент карты обратной стороны Луны.

Ближайшими соседями кратера являются кратер Вернадский на западе-северо-западе; кратер Флоренский на северо-западе; кратер Беляев на востоке и кратер Гаврилов на юго-западе. На востоке-северо-востоке от кратера расположено Море Москвы. Селенографические координаты центра кратера 22°03′ с. ш. 135°05′ в. д. / 22,05° с. ш. 135,08° в. д., диаметр 62,7 км, глубина 2,7 км.
За длительное время своего существования кратер значительно разрушен и имеет полигональную форму. К юго-западной части вала примыкает сателлитный кратер Зидентопф Q (см. ниже), породы выброшенные при его образовании перекрывают юго-западную часть чаши кратера Зидентопф. Высота вала над окружающей местностью достигает 1220 м , объем кратера составляет приблизительно 3 200 куб.км.. Дно чаши сравнительно ровное, отмечено множеством мелких кратеров, имеется центральный пик.

## Сателлитные кратеры
| Зидентопф | Координаты                                              | Диаметр, км |
| --------- | ------------------------------------------------------- | ----------- |
| F         | 22°11′ с. ш. 138°09′ в. д. / 22,19° с. ш. 138,15° в. д. | 41,1        |
| G         | 20°35′ с. ш. 137°58′ в. д. / 20,59° с. ш. 137,97° в. д. | 61,3        |
| H         | 20°53′ с. ш. 136°55′ в. д. / 20,88° с. ш. 136,92° в. д. | 47,1        |
| M         | 18°59′ с. ш. 135°08′ в. д. / 18,99° с. ш. 135,13° в. д. | 32,4        |
| Q         | 20°59′ с. ш. 133°54′ в. д. / 20,99° с. ш. 133,9° в. д.  | 39,6        |

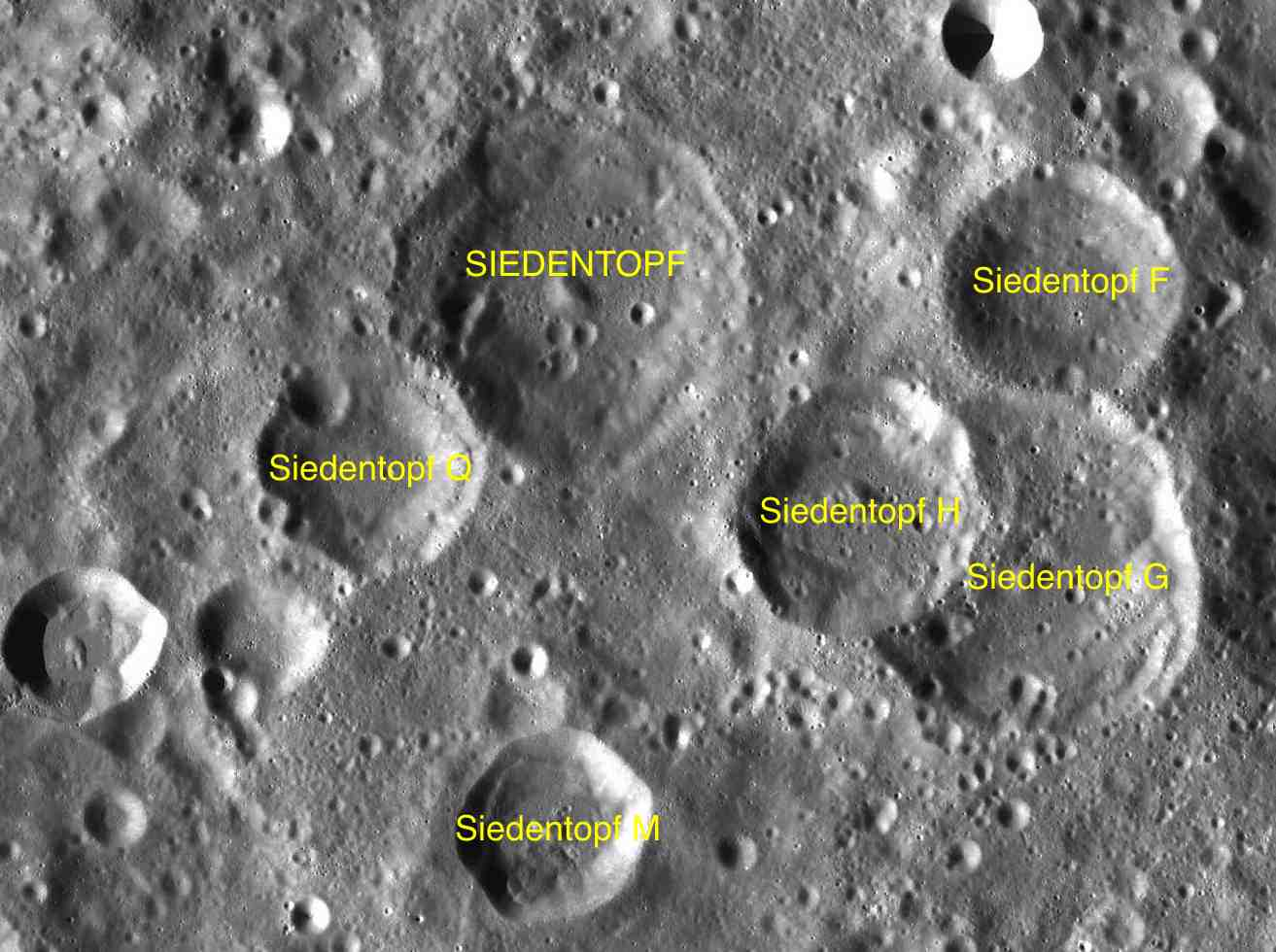
Фрагмент карты LAC-48.

- Образование сателлитных кратеров Зидентопф F, G и Q относится к нектарскому периоду[1].
- Образование сателлитного кратера Зидентопф H относится к раннеимбрийскому периоду[1].
- Образование сателлитного кратера Зидентопф M относится к позднеимбрийскому периоду[1].

## См.также
- Список кратеров на Луне
- Лунный кратер
- Морфологический каталог кратеров Луны
- Планетная номенклатура
- Селенография
- Минералогия Луны
- Геология Луны
- Поздняя тяжёлая бомбардировка